# Hauptverteiler
Ein Hauptverteiler (HVt; englisch main distribution frame, MDF) ist der zentrale Verteiler einer Kommunikationsverkabelung eines Gebäudes oder Liegenschaft.
Im Bereich des öffentlichen Telefonnetzes befindet sich in jeder Teilnehmervermittlungsstelle der Hauptverteiler des zugehörigen „Ortsanschlussnetzes“.

## Hauptverteiler des Telefonnetzes in Deutschland

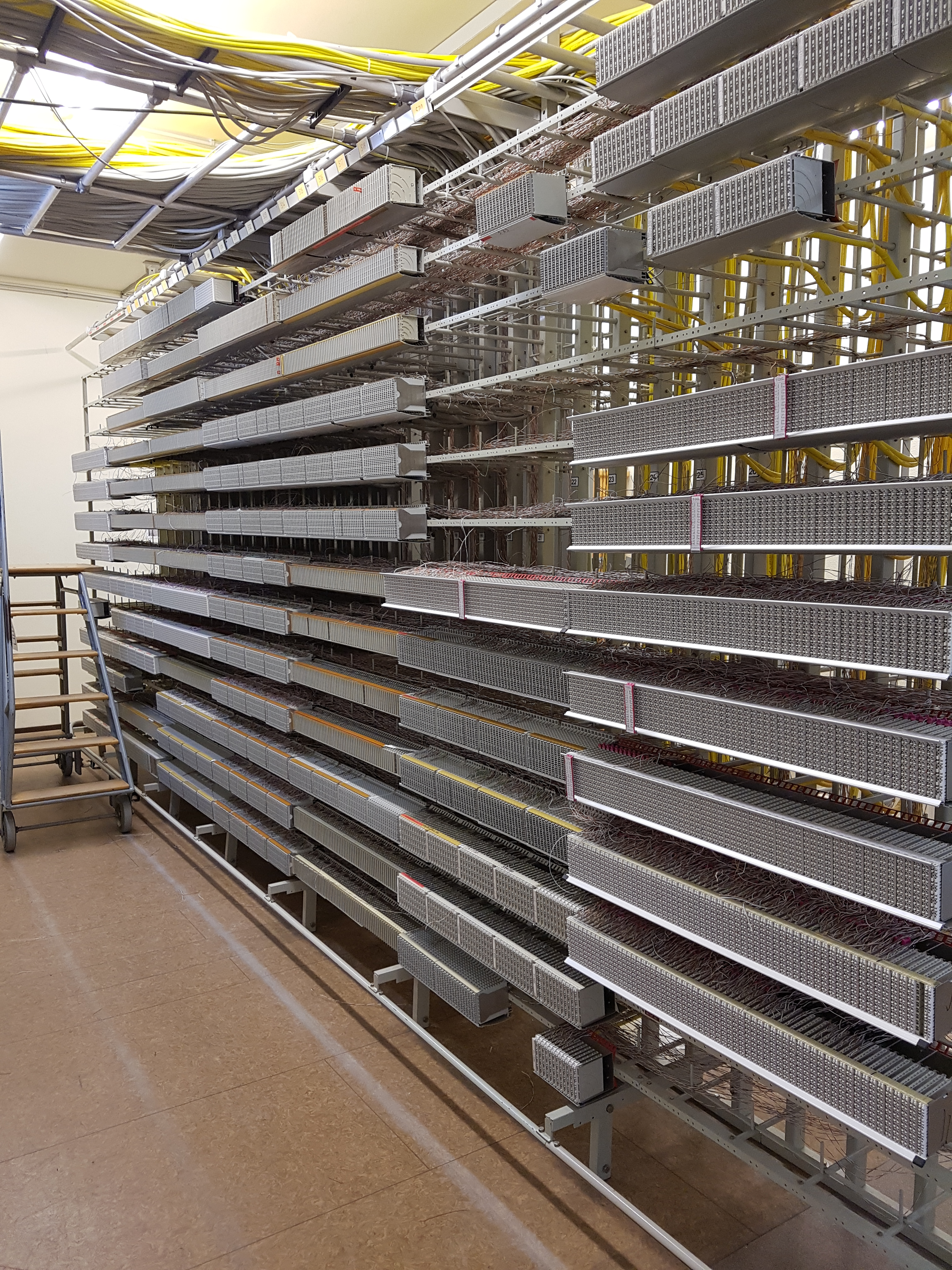
Waagrechte Seite eines Hauptverteilers (Richtung Vermittlungstechnik)

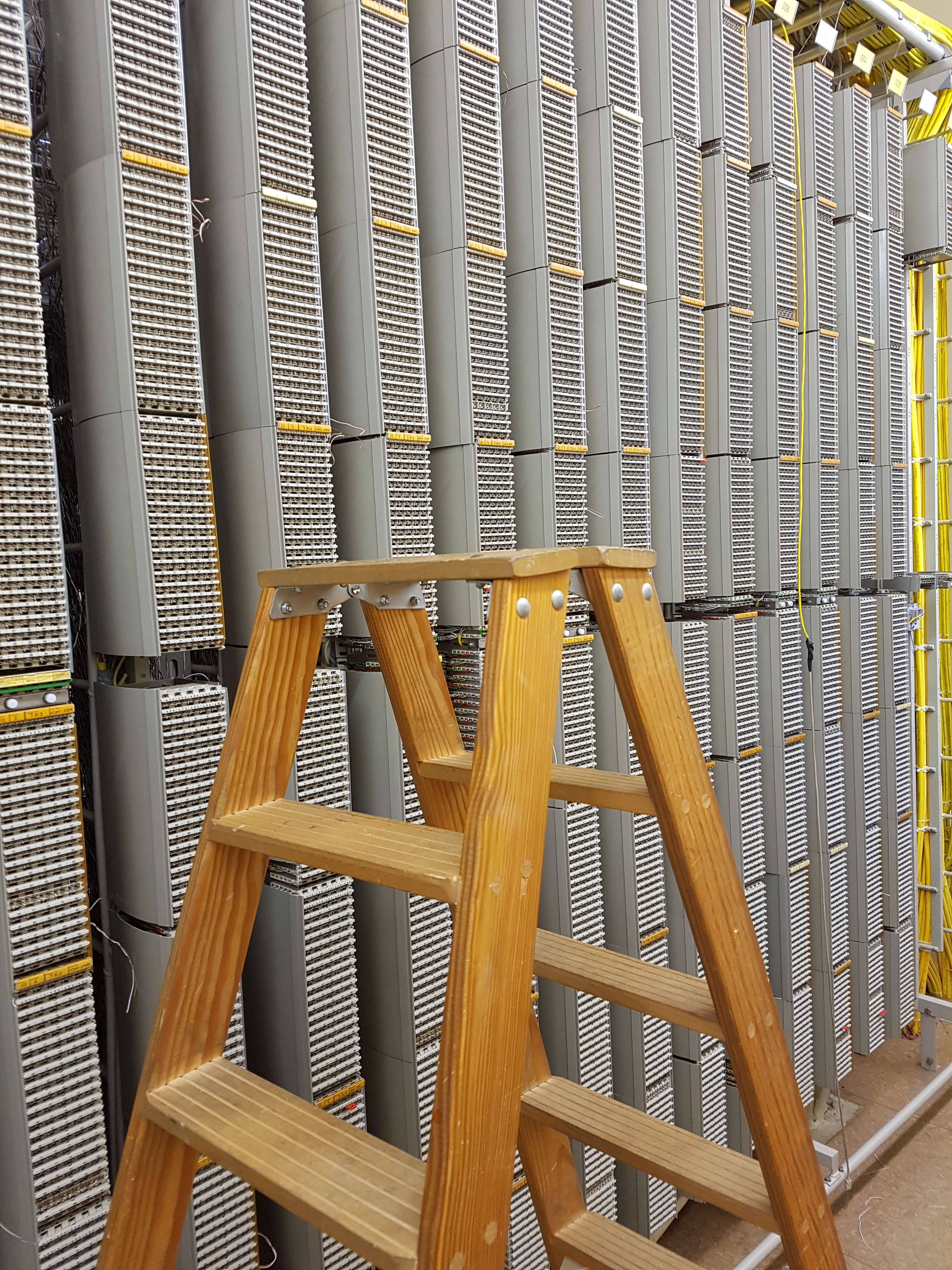
Senkrechte Seite eines Hauptverteilers (Richtung Erdkabel/Außenkabel bzw. Teilnehmeranschluss)

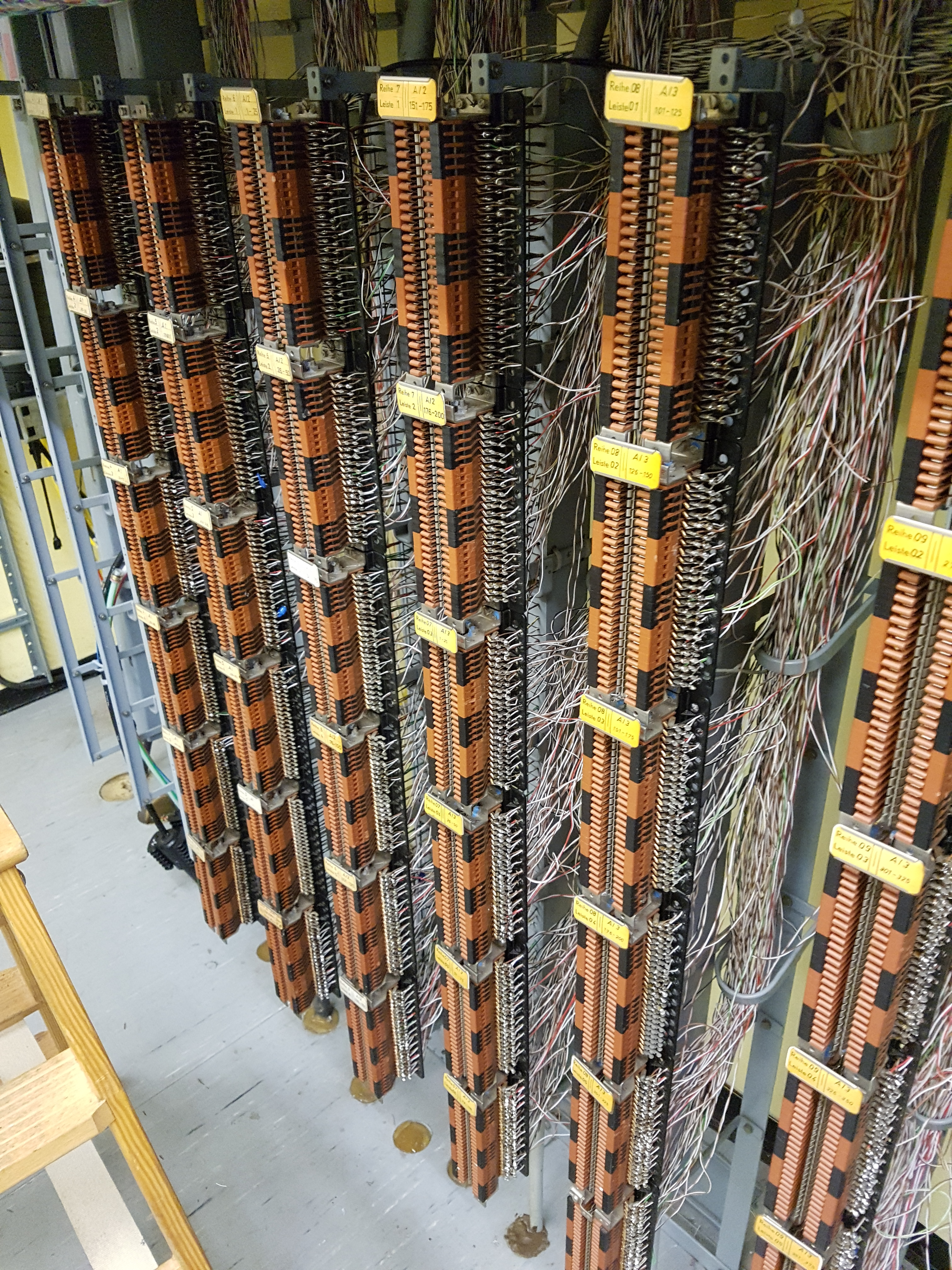
Senkrechte Seite eines Hauptverteilers mit Lötleiste (i. d. R. außer Betrieb und durch oben sichtbare Endverschlüsse ersetzt)

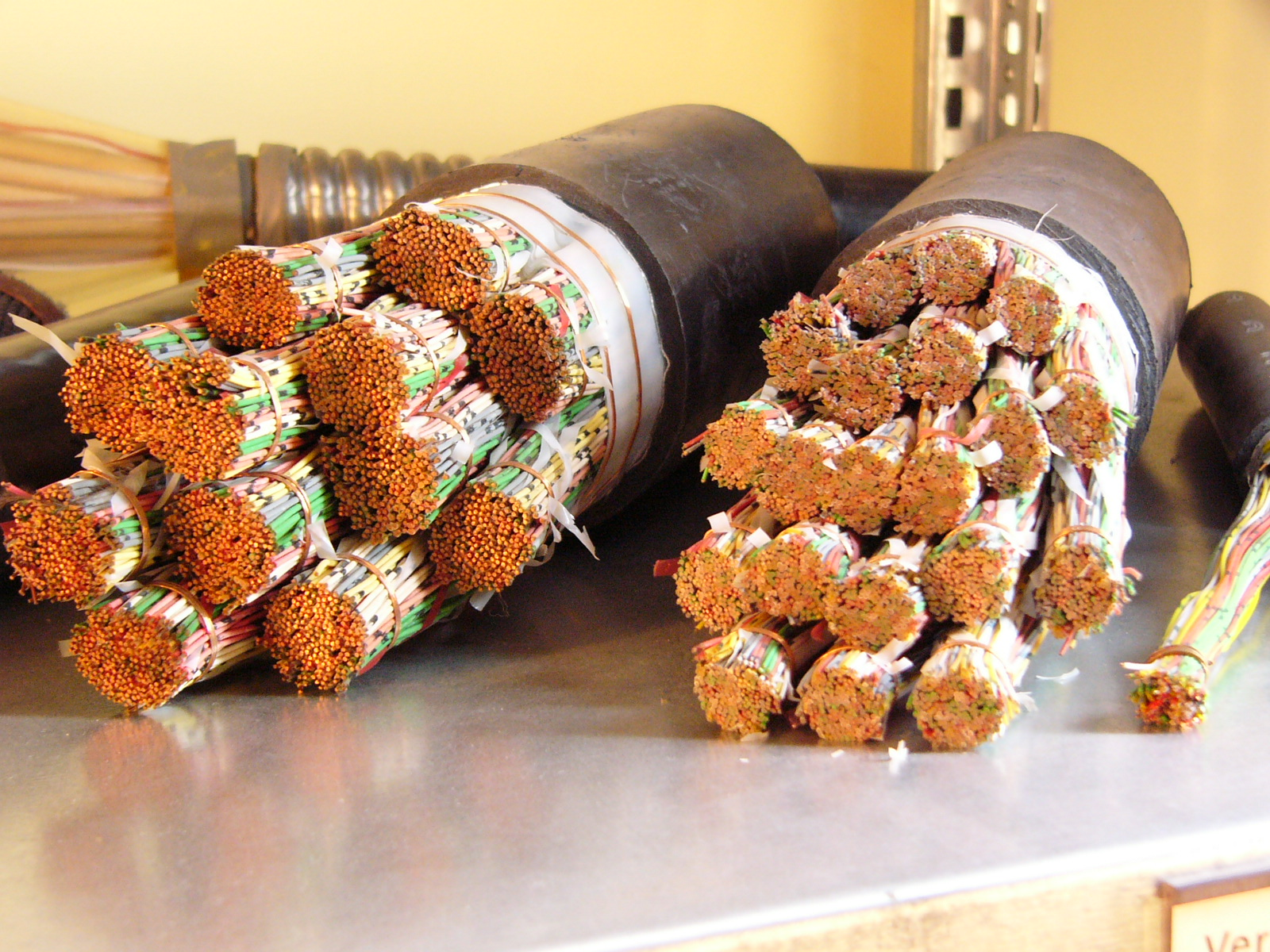
2 Telefon-Hauptkabel mit 1200 und 2000 Doppeladern, kunststoffisoliert und bündelverseilt

Hauptverteiler stehen im Anschlussbereich (ASB) eines Ortsnetzes. Vom Hauptverteiler sind Hauptkabel zu den einzelnen Kabelverzweigern verlegt, von denen dann die Verzweigungskabel zu den einzelnen Haushalten verlegt sind.
Am Hauptverteiler einer Teilnehmervermittlungsstelle werden die Teilnehmeranschlussleitungen, die nach außen zu den Teilnehmern führen, angeschlossen und bei Bedarf mit den technischen Einrichtungen eines Netzbetreibers verbunden (rangiert). Am HVt sind u. a. die analogen und digitalen Ports (ISDN) einer Vermittlungsstelle sowie Verbindungskabel zu anderen Netzbetreibern angeschlossen.
Am Hauptverteiler werden außer den Telefonanschlüssen auch xDSL-Anschlüsse und Festverbindungen geschaltet. In Deutschland gibt es rund 8000 Hauptverteiler. Das von einem Hauptverteiler versorgte Gebiet ist der Anschlussbereich.
Jeder Hauptverteiler trägt zur Unterscheidung die Kennnummer des Anschlussbereiches (z. B. HVt 35 für Hauptverteiler Nr. 35). In früheren Zeiten hatten alle Telefonanschlüsse, die über einen Hauptverteiler geschaltet waren, teilidentische Rufnummern. So hatten z. B. alle geschalteten Anschlüsse des HVt35 eine Rufnummer, die mit 35 begann. Dies war durch die elektromechanische Technik bedingt. Mit der Einführung der digitalen Vermittlungstechnik und der damit verbundenen Möglichkeit, eine Rufnummer auch über verschiedene Anschlussbereiche zu portieren, entfiel diese feste Anschlussbereichszuordnung anhand der Rufnummer.

### Aufbau
Der Hauptverteiler einer Vermittlungsstelle besteht aus einem etwa 3 m hohen freistehenden Stahlgerüst, an dem die einzelnen Verschaltungselemente („Schaltstreifen“ und „Trennleisten“) befestigt sind. Er hat eine „senkrechte Seite“ und eine „waagrechte Seite“. Auf der senkrechten Seite sind die Trennleisten senkrecht angebracht, von dort führen Kabel in den Kabelaufteilungskeller der Vermittlungsstelle und in druckluftüberwachten Hauptkabeln weiter zu den Kabelverzweigern. Auf der waagerechten Seite sind die Schaltstreifen waagerecht befestigt. Da werden technische Einrichtungen wie Portbaugruppen, DSLAMs und die Verbindungskabel zu weiteren Netzbetreibern angeschlossen.
Im Falle von HVts geringeren Platzbedarfs liegt Wandaufstellung vor, d. h., dass waagrechte (oben) und senkrechte Seite (unten) in einem Schaltschrank kombiniert sind.
In einigen Vermittlungsstellen sind auch Schaltstreifen auf der Seite der „senkrechten“ Streifen montiert worden. Diese werden zumeist von Netzknoten gespeist, die sich außerhalb der Vermittlungsstelle befinden. Da diese streng genommen auch über Erdkabel gespeist werden, sind sie konsequenterweise an der senkrechten Seite anzuordnen.
In den 1970er-Jahren gab es außerdem Versuche in Mannheim, HVts nur mit senkrechten Seiten zu konstruieren, dies sollte den Einsatz von Schaltrobotern begünstigen, konnte sich letztlich jedoch nicht durchsetzen.
Zurzeit existieren zwei unterschiedliche Formen des Hauptverteilers: HVt 55 und HVt 71. Die Zahlen bezeichnen in etwa die Entwicklungsjahre (1955 und 1971) der jeweiligen Komponenten. Beide Typen können auch am selben HVt vorkommen, da die mechanische Konstruktion des „Gerüstes“ fast identisch ist und nur die Schaltstreifen sich unterscheiden. Die wesentlichen Unterschiede sind:
- Der HVt 71 ermöglicht durch eine höhere Packungsdichte der Kontakte wesentlich mehr Anschlussmöglichkeiten von Technik (waagerecht) und Hauptkabeln (senkrecht).
- Während beim HVt 55 die Leitungen an den Schaltstreifen verlötet werden mussten, werden sie beim HVt 71 mit löt-, schraub- und abisolierfreien Schneidklemmen (LSA-Technik) verschaltet.

Neben den schon genannten Typen (wobei die Serie 55 nicht mehr aufgebaut wird) werden zahlreiche weitere Serien angeboten, zum Beispiel:
- Serie 5000 (/HVT 95)
- LSA+ (und Typvariationen)
- Serie 1000RT.

Diese Serien werden heute noch auf dem deutschen Markt angeboten. Auf dem Weltmarkt befinden sich weitere Produkte, die in Deutschland jedoch nahezu keine Verwendung finden. Das aktuell in Deutschland wohl am häufigsten eingesetzte Produkt ist der HVt 71. Neben der Aufgabe, Kontakt zwischen den Teilnehmerkabeln und Schaltkabeln herzustellen, schützt der Hauptverteiler häufig über optional steckbare Schutzkassetten gegen Überspannungen und Überströme (z. B. durch Blitzeinschlag oder sogenannten Powercontact). Die für den gemeinsamen Betrieb von ADSL und Telefonanschluss auf einer Anschlussleitung notwendigen DSL-Splitter können ebenfalls im Hauptverteiler untergebracht werden (HVt-integrierte DSL-Weiche, englisch: MDF integrated Splitter).

### Schalten von Verbindungen
Zum Verbinden einer beliebigen Leitung der waagerechten Seite mit einer beliebigen Leitung der senkrechten Seite wird zwischen den beiden Seiten mit Schaltdraht (bzw. Rangierdraht) rangiert. Jede geschaltete Leitung wird in einer Datenbank dokumentiert. Dazu gibt es sowohl auf der waagerechten als auch auf der senkrechten Seite „Koordinaten“.
Die Koordinaten bezeichnet man auf der senkrechten Seite als Reihe, Leiste, Stift, auf der waagerechten Seite als Bucht, Zeile, Schaltelement und Stift.
Zum Beispiel bedeutet eine Angabe für ein Port (waagerechte Seite) von 501-07-16-3, dass es sich hierbei (die Bezeichnungen der waagerechten Seite werden meistens mit 501+ nummeriert) um die erste Bucht handelt, die Höhenlage ist 7 (von oben nach unten gezählt), im Schaltstreifen geht es um das 16. Schaltelement, und innerhalb dieses Elementes ist der Stift 3 gemeint.
Ein waagerechter Streifen belegt in der Regel 5 Buchten (z. B. von 501 bis 505), aber es gibt auch kleinere Schaltstreifen, die entweder nur eine oder eineinhalb Buchten einnehmen. Nimmt ein Streifen mehrere Buchten ein, beziehen sich die Koordinaten generell auf den Startpunkt, bei Streifen, die jeweils in eine Bucht alleine passen, würde die jeweilige Bucht angegeben werden (z. B. 503 anstatt 501).
Es werden derzeit Lösungsansätze entwickelt, um das manuelle Rangieren mit Hilfe von ferngesteuerten Schaltmatrizen zu automatisieren. Siehe auch: Automatische Schaltmatrix.

### Weitere Funktionen
Am Hauptverteiler werden auch Prüfmittel (in Deutschland Systemexterne Prüftechnik (SEPT)) angewendet, mit denen sowohl die Teilnehmeranschlussleitung (TAL) gemessen und geprüft werden kann, als auch der Port des Teilnehmers an der Vermittlungsanlage (zum Beispiel Speisung und Rufspannung).
In manchen Ländern werden am Hauptverteiler auch Überspannungsschutzableiter installiert, um die Vermittlungsanlage vor Überspannung, die über die Teilnehmeranschlussleitung herangeführt werden kann, zu schützen.